# Kembanglangit
Kembanglangit is een bestuurslaag in het regentschap Batang van de provincie Midden-Java, Indonesië. Kembanglangit telt 1075 inwoners (volkstelling 2010).